# 啟始客戶
啟始客戶（英語：Launch Customer），或稱為「起動客戶」、「首批客戶」、「啟動客戶」等，是航空界用來特指先訂購並接收某一新機型飛機的客戶。
通常啟始客戶會獲得飛機製造商一定程度的價格優惠，甚至於會參與所購新機型的開發工作（如波音777），而在飛機製造商所製造出來的原型機機身通常會貼上啟始客戶的標誌，且會將原型機飛至啟始客戶的所在地機場供展示。啟始客戶並不一定只有一家，有可能同時有數家。

## 部份機型的啟始客戶

### 波音

#### 波音自行研發
- 727：聯合航空
  - 727-100：聯合航空
  - 727-100C：西北航空
  - 727-200：东北航空
  - 727-200F：聯邦快遞
- 737：
  - 737-100：漢莎航空
  - 737-200：聯合航空
  - 737-200C：Wien Consolidated
  - 737-200Adv（先進型）：全日本空輸
  - 737-300：西南航空
  - 737-400：Piedmont
  - 737-500：西南航空
  - 737-600：北歐航空
  - 737-700：西南航空
  - 737-700C：美國海軍
  - 737-800：赫伯罗特航空
  - 737-900：阿拉斯加航空
  - 737-900ER：獅子航空
- 737Max
  - 737Max-7：西南航空
  - 737Max-8：西南航空
  - 737Max-9：西南航空
- 747：泛美航空
  - 747-100：泛美航空
  - 747-100B：伊朗航空
  - 747-100SR：日本航空
  - 747-200B：荷蘭皇家航空
  - 747-200C：世界航空
  - 747-200F：漢莎航空
  - 747-200M：加拿大航空
  - 747-300：法国联合航空
  - 747-300M：瑞士航空
  - 747-300SR：日本航空
  - 747-400：西北航空
  - 747-400D：日本航空
  - 747-400ER：澳洲航空
  - 747-400ERF：法國航空
  - 747-400F：盧森堡貨運航空
  - 747-400M：荷蘭皇家航空
- 747SP：泛美航空
- 波音747-8
  - 747-8F：盧森堡貨運航空、國泰航空
  - 747-8I：漢莎航空
- 757：美國東方航空
  - 757-200：美國東方航空
  - 757-200M：皇家尼泊爾航空
  - 757-200PF：UPS
  - 757-300：神鹰航空
- 767：聯合航空
  - 767-200：聯合航空
  - 767-200ER：以色列航空
  - 767-300：日本航空
  - 767-300ER：美國航空
  - 767F：UPS
  - 767-400ER：達美航空
- 777：聯合航空
  - 777-200：聯合航空
  - 777-200ER：英國航空
  - 777-200LR：巴基斯坦國際航空
  - 777-300：國泰航空
  - 777-300ER：法國航空
  - 777F：法國航空
- 787：全日本空輸
  - 787-8：全日本空輸
  - 787-9：新西蘭航空
  - 787-10 : 新加坡航空

#### 波音收購麥道前由麥道研發，亦包括麥道合併前的道格拉斯
- 道格拉斯DC-8：聯合航空
  - DC-8-10：聯合航空
  - DC-8-20：美國東方航空
  - DC-8-30：泛美航空
  - DC-8-40：加拿大航空
  - DC-8-50：荷蘭皇家航空
  - DC-8-50C：加拿大航空
  - DC-8-50F：聯合航空
  - DC-8-61：聯合航空
  - DC-8-61C：環美航空(Transamerica Airlines)
  - DC-8-62：北歐航空
  - DC-8-62C：布蘭尼夫國際航空
  - DC-8-62F：日本航空
  - DC-8-63：荷蘭皇家航空
  - DC-8-63C：Seaboard World Airlines
  - DC-8-63F：飛虎航空
- 道格拉斯DC-9：達美航空
  - DC-9-10：達美航空/大陸航空
  - DC-9-20：北歐航空
  - DC-9-30：美國東方航空
  - DC-9-30C：ATAircraft One
  - DC-9-30F：意大利航空
  - DC-9-40：北歐航空
  - DC-9-50：瑞士航空
- 麥道DC-10：聯合航空
  - DC-10-10：聯合航空
  - DC-10-10C：大陸航空
  - DC-10-15：墨西哥航空
  - DC-10-30：瑞士航空
  - DC-10-30C：Seaboard World Airlines
  - DC-10-30CF：環美航空(Transamerica Airlines)
  - DC-10-30ER：泰國國際航空
  - DC-10-30F：聯邦快遞
  - DC-10-40：西北航空
- 麥道MD-11：芬蘭航空
  - MD-11C：意大利航空
  - MD-11ER：World Airways
  - MD-11F：聯邦快遞
- MD-80：瑞士航空
  - MD-81：瑞士航空
  - MD-82：Republic Airlines
  - MD-82T：CATIC
  - MD-83：阿拉斯加航空
  - MD-87：芬蘭航空
  - MD-88：達美航空
- MD-90：達美航空
  - MD-90-30：達美航空
  - MD-90-30ER：Aircraft Maintenance Corp.
  - MD-90-30T：CATIC

### 空中巴士
- A300：法國航空
  - A300B2：法國航空
  - A300B4：環歐航空(Trans European Airways，TEA)
  - A300-600：沙特阿拉伯航空
  - A300-600R：美國航空
- A310：漢莎航空/瑞士航空
  - A310-200：漢莎航空/瑞士航空
  - A310-300：瑞士航空
- A320：法國航空
  - A318：邊疆航空
  - A319：瑞士航空
  - A319neo：中国南方航空
  - A319LR：漢莎航空
  - A320-100：法國航空
  - A320-200：安捷航空
  - A320neo：漢莎航空
  - A321：漢莎航空
  - A321neo：ILFC
  - A321LR：Air Lease Corp
  - A321XLR：中东航空

- A330：因特航空（Air Inter）
  - A330-200：加拿大3000航空
  - A330-300：因特航空
  - A330-800neo：科威特航空
  - A330-900neo：Tap葡萄牙航空
- A340：漢莎航空/法國航空
  - A340-200：漢莎航空/法國航空
  - A340-300：漢莎航空/法國航空
  - A340-500：阿聯酋國際航空
  - A340-500HGW：泰國國際航空
  - A340-600：維珍航空
  - A340-600HGW：卡塔爾航空
- A350XWB：卡塔爾航空
  - A350-900：卡塔爾航空
  - A350-900ULR：新加坡航空
  - A350-1000：卡塔爾航空
  - A350F：達飛貨運航空
- A380：新加坡航空
  - A380-800：新加坡航空

### 龐巴迪航太
- CRJ
  - CRJ-100：汉莎城際航空[1]
  - CRJ-900：美国梅萨航空集团（英语：Mesa Air Group）[1]

### 日本航空機製造株式會社
- YS-11：全日本空輸

### 三菱重工業
- 三菱支線客機（Mitsubishi Regional Jet，MRJ）：全日本空輸

### 福克
- 福克 F.10：西方航空快運（英语：Western Air Express）

### 中國商用飛機
- ARJ21：成都航空（原先為山東航空）
- C919：中國東方航空